# SN 2006ow
SN 2006ow – supernowa typu Ia odkryta 26 listopada 2006 roku w galaktyce UGC 3908. W momencie odkrycia miała maksymalną jasność 17,70m.